# 安德魯·品克
安德魯·品克（英語：Andrew Pink；1983年1月25日—）是一位英國排球運動員。他出生在美國密蘇里州堪薩斯城。他代表英國參加了2012年倫敦奧運會的男子排球的比賽。